# 朱買臣 (南梁)
朱买臣（生卒年不详），南梁大臣。

## 生平
朱買臣曾擔任武昌太守、宣猛将军。他主張迁都建邺。又殺死豫章王萧栋及其二弟。梁元帝承圣年間，西魏攻梁，西魏軍隊攻至江陵時，朱买臣率軍作戰，結果戰敗，梁元帝被俘。